# Adsbøl
Adsbøl is een plaats in de Deense regio Zuid-Denemarken, gemeente Sønderborg, en telt 347 inwoners (2007).